# Gálvez (Toledo)
Gálvez es un municipio y localidad española de la provincia de Toledo, en la comunidad autónoma de Castilla-La Mancha. El término municipal tiene una población de 3006 habitantes (INE 2024).

## Toponimia
Aunque el término Gálvez se ha considerado que proviene de un apellido patronímico de origen vasco, en realidad se trata de la contracción de Gonzálvez, derivado de Gonzalvo que a su vez se deriva del germánico Gundisalvo, que significa espíritu del combate. En un documento del siglo XVIII —Relaciones del Cardenal Lorenzana (1788)— se dice que antes se llamó Toledillo, pero no parece creíble, ya que en las Relaciones topográficas de Felipe II (1576) se dice que «Llámase la villa Gálvez, y hase llamado siempre de este nombre».

## Historia
Los núcleos fundacionales datan de la prehistoria, situados en el río del Torcón y en Alpuébrega, antiguo asentamiento mencionado en la Edad Media.
Alpuébrega fue un antiguo asentamiento por el que pasaba una vía romana que comunicaba Toledo y Mérida. Sus habitantes lo abandonaron para asentarse donde hoy se encuentra Gálvez.
Tras la reconquista, es probable que el municipio fuese repoblado por vecinos de Toledo. En el siglo XIV se menciona como un lugar de caza de osos y jabalíes. Hasta 1443, la villa perteneció al caballero toledano Lópe Gaytán, que la vendió al I conde de Alba, Fernando Álvarez de Toledo, y su hijo, García Álvarez de Toledo, ya II conde, la vendió, junto con la de Jumela, en 1466, a su pariente Pedro Suárez de Toledo, que, el 13 de enero de 1483 fundó el señorío de Gálvez, Jumela, y La Moraleja, permaneciendo en su linaje, hasta 1656, en que, a la muerte sin hijos de María de Toledo y Silva, X señora, pasó el señorío a Alfonso Téllez Girón IV, II Conde de la Puebla de Montalbán, heredero de ella. Después, por matrimonios de los condes, el condado y el señorío pasaron a poder de los duques de Uceda y Frías. El último señor jurisdiccional de la villa, ya que los señoríos se abolieron en 1837, fue Bernardino Fernández de Velasco López-Pacheco, Téllez-Girón (1783-1851), XIV marqués de Villena y duque de Escalona, XIV Duque de Frías, IX Duque de Uceda, VIII Conde de la Puebla de Montalbán y XVII Señor de Gálvez y Jumela.
Cuando Carlos V pensó en dejar los reinos a su hijo Felipe II, ordenó al maestro Esquivel que buscara un lugar sano donde poder retirarse. Esquivel le señaló la villa de Gálvez en primer lugar y Cuacos de Yuste en segundo. El emperador, que deseaba retirarse de los asuntos de estado, se decidió por la segunda opción, desestimando Gálvez por estar demasiado cerca de Toledo, donde se encontraba por entonces la Corte
A mediados del siglo XIX había 460 casas y el presupuesto municipal ascendía a 43 000 reales de los cuales 3300 eran para pagar al secretario.

## Demografía
Cuenta con una población de 3006 habitantes (INE 2024).
| Gráfica de evolución demográfica de Gálvez entre 1842 y 2021                                                          |
| |
| Población de derecho según los censos de población del INE. Población de hecho según los censos de población del INE. |

## Administración y política
|                                               |                                            |       |         |            |            |  |
| Elecciones municipales del 26 de mayo de 2019 |                                            |       |         |            |            |  |
| Partido                                       | Candidato                                  | Votos | Votos   | Concejales | Concejales |  |
| Partido Popular                               | Manuel Guillermo Fernández Lázaro-Carrasco | 1188  | 63,19 % | 7          | 1          |  |
| Partido Socialista Obrero Español             | Arturo Muñoz Sotomayor                     | 646   | 34,36 % | 4          | 1          |  |
| Unidas Podemos                                | -                                          | 21    | 1,12 %  | 0          | -          |  |

|                                            |                    |                 |         |           |  |  |  |
| Alcalde                                    | Inicio del mandato | Fin del mandato | Partido | Partido   |  |  |  |
| José Gómez Cabezas                         | 1979               | 1983            |         | AP/PDP/UL |  |  |  |
| José Gómez Cabezas                         | 1983               | 1987            |         | PP        |  |  |  |
| José Gómez Cabezas                         | 1987               | 1991            |         | PP        |  |  |  |
| Santiago Muñoz Cuasimodo                   | 1991               | 1995            |         | PSOE      |  |  |  |
| Manuel Guillermo Fernández Lázaro-Carrasco | 1995               | 1999            |         | PP        |  |  |  |
| Manuel Guillermo Fernández Lázaro-Carrasco | 1999               | 2003            |         | PP        |  |  |  |
| Manuel Guillermo Fernández Lázaro-Carrasco | 2003               | 2007            |         | PP        |  |  |  |
| Manuel Guillermo Fernández Lázaro-Carrasco | 2007               | 2011            |         | PP        |  |  |  |
| Manuel Guillermo Fernández Lázaro-Carrasco | 2011               | 2015            |         | PP        |  |  |  |
| Manuel Guillermo Fernández Lázaro-Carrasco | 2015               | 2019            |         | PP        |  |  |  |
| Manuel Guillermo Fernández Lázaro-Carrasco | 2023               | -               |         | PP        |  |  |  |

## Cultura

### Patrimonio
Casa consistorial
El edificio actual fue construido en 1772, «con los fondos del común», en el solar del edificio anterior, dejando, a su derecha entrando, un local que fue la carnicería del Concejo. Construido en estilo neoclásico. Es la sede del Ayuntamiento de Gálvez. El edificio está en la plaza del pueblo y es de dos plantas. Posee una balconada que ocupa toda la fachada, estando apoyada sobre seis columnas dóricas y está rematada con grandes zapatas.
Antiguas escuelas

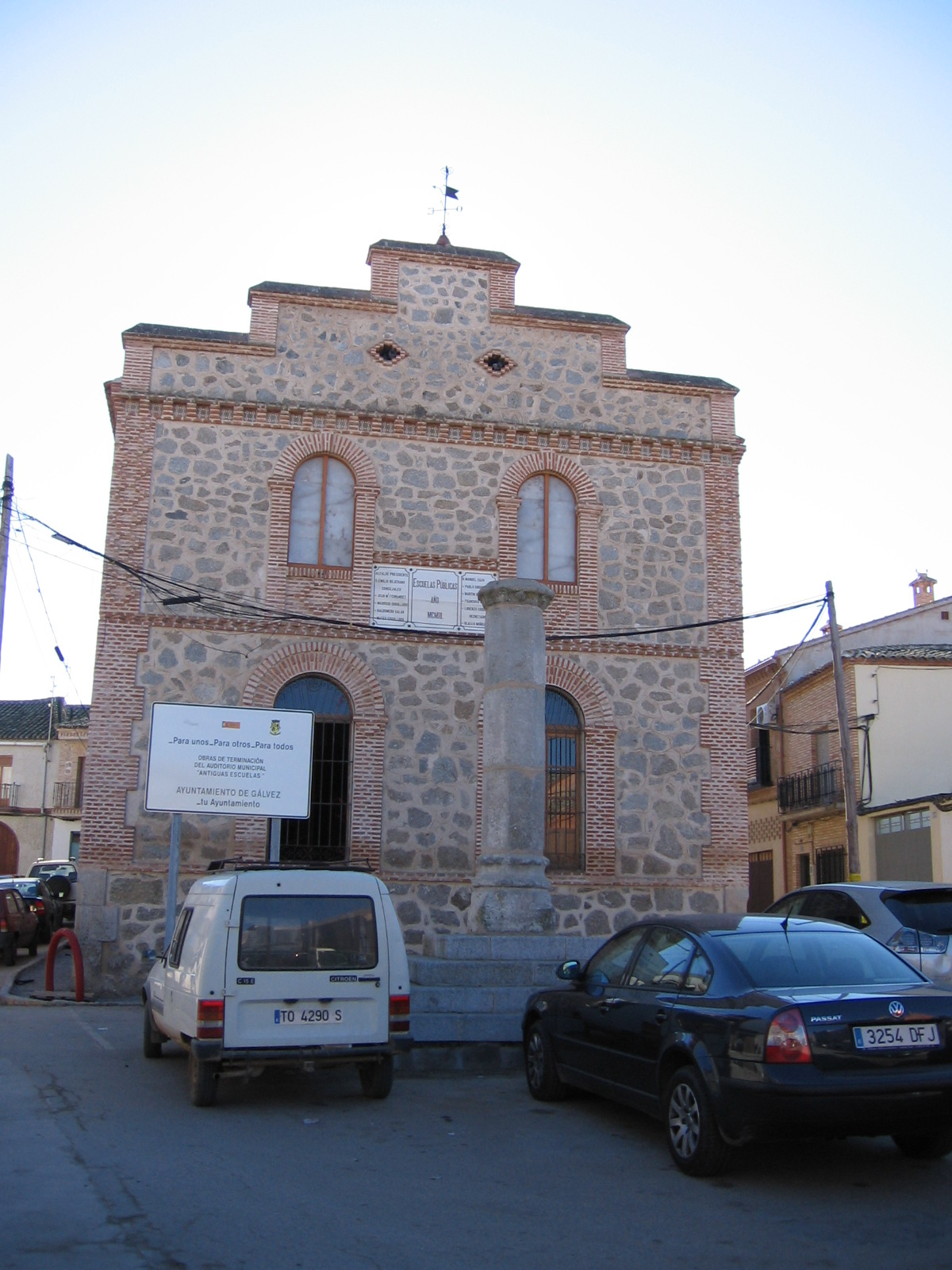
Antiguas escuelas y rollo de justicia

Edificio construido en 1903, consta de tres fachadas con dos plantas. Las fachadas laterales poseen puerta centrada con jambas de ladrillo, arco de medio punto y alfiz de enjutas decoradas, todo ello en ladrillo. En los laterales hay ventanas de arco de medio punto protegidas con rejas del siglo XX. En el segundo piso las ventanas son más pequeñas. La fachada frontal consta de dos ventanas inferiores y dos superiores estando las superiores decoradas al estilo neomudéjar. La parte superior está remata con en un frontón. Fue restaurado en 2003 y funciona como Teatro Auditorio Municipal. El edificio actual se construyó sobre el solar del Pósito Real, construido en el siglo XVI, que últimamente había albergado una panera y la escuela de niños.
Enfrente de la fachada central se encuentra un rollo de justicia con escasa decoración, que, al parecer, es el primitivo, siendo su ubicación muy aproximada a la real.
Castillo de Gálvez
Iglesia parroquial de San Juan Bautista
Se trata de un templo de tres naves separadas por arcos de medio punto. El techo es de bóveda rebajada, octogonal sobre pechinas y decorada de escayola. El altar es una gran hornacina con bóveda de cañón. Todo el presbiterio, el crucero y las naves laterales están apilastradas con cornisa del siglo XVIII. la nave central y la torre datan del siglo XVI. Destaca la pila bautismal de granito, de estilo gótico. La torre es de estilo neomudéjar tardío. Está situada a los pies de la iglesia, construida con mampostería y ladrillo. El reloj es de 1902.
Otros
- Casa Señorial, Fuerte y Tercia
- Fuente de Kalato (siglo XX)
- Ermita de los Cristos
- Rollo de Justicia

### Patrimonio inmaterial
- 16 y 17 de enero: vísperas de San Antón.
- Abril: domingo de Resurrección.
- 15 de mayo: San Isidro.
- del 27 al 31 de agosto: San Agustín.
- 15 de septiembre: Nuestra señora de los Dolores, alcaldesa del pueblo.